# Natation synchronisée aux Jeux olympiques d'été de 2000
Navigation
Atlanta 1996 Athènes 2004
Deux épreuves de natation synchronisée ont eu lieu lors des Jeux olympiques d'été de 2000 à Sydney : le duo et le ballet.

## Tableau des médailles
| Rang | Pays   | Médaille d'or | Médaille d'argent | Médaille de bronze | Total |
| 1    | Russie | 2             | 0                 | 0                  | 2     |
| 2    | Japon  | 0             | 2                 | 0                  | 2     |
| 3    | Canada | 0             | 0                 | 1                  | 1     |
| -    | France | 0             | 0                 | 1                  | 1     |

## Résultats

### Duo
| Classement         | Nom                             | Pays       | Pts    |
| ------------------ | ------------------------------- | ---------- | ------ |
| Médaille d'or      | Olga Brusnikina Maria Kisseleva | Russie     | 99.580 |
| Médaille d'argent  | Miya Tachibana Miho Takeda      | Japon      | 98.65  |
| Médaille de bronze | Virginie Dedieu Myriam Lignot   | France     | 97.437 |
| 4                  | Anna Kozlova Tuesday Middaugh   | États-Unis |        |
| 5                  |                                 |            |        |
| 6                  |                                 |            |        |
| 7                  |                                 |            |        |
| 8                  |                                 |            |        |

### Ballet
| Classement         | Nom | Pays   | Pts    |
| ------------------ | --- | ------ | ------ |
| Médaille d'or      | Elena Azarova Olga Brusnikina Maria Kisseleva Olga Novokshchenova Irina Perchina Elena Soia Yulia Vasilieva Olga Vassuoukova Elena Antonova  | Russie | 99.146 |
| Médaille d'argent  | Ayano Egami Raika Fujii Yoko Isoda Rei Jimbo Miya Tachibana Miho Takeda Yoko Yoneda Yuko Yoneda Juri Tatsumi                                 | Japon  | 98.86  |
| Médaille de bronze | Lyne Beaumont Claire Carver-Dias Erin Chan Cathrine Garceau Fanny Létourneau Kristin Normand Jacinthe Taillon Reidun Tatham Jessica Chase    | Canada | 97.537 |
| 4                  | Cynthia Bouhier Virginie Dedieu Charlotte Fabre Myriam Glez Rachel Le Bozec Myriam Lignot Charlotte Massardier Magali Rathier Cathy Geoffroy | France |        |
| 5                  | |        |        |
| 6                  | |        |        |
| 7                  | |        |        |
| 8                  | |        |        |